# Psychoda quatei
Psychoda quatei és una espècie d'insecte dípter pertanyent a la família dels psicòdids que es troba a Europa: la Ligúria (Itàlia).